# Calypso (maan)
Calypso is een maan van de planeet Saturnus, in 1980 ontdekt door Pascu, Seidelmann, Baum en Currie door observatie vanaf de Aarde. Calypso doorloopt dezelfde baan als Tethys, en bevindt zich in het achtervolgende Lagrangepunt (L5). De maan Telesto bevindt zich in het leidende Lagrangepunt.

## De naam
De maan is vernoemd naar Kalypso een figuur uit de Griekse mythologie. Andere namen voor deze maan zijn Saturnus XIV, S/1980 S25 en Tethys C, deze laatste vanwege de gedeelde baan met Tethys.